# Gottfried Wilhelm Locher (Theologe)
Gottfried Wilhelm Locher, auch Gottfried W. Locher (* 29. April 1911 in Elberfeld; † 11. Januar 1996 in Bern, heimatberechtigt in Zürich) war ein Schweizer reformierter Pfarrer und Theologe. Er war ein Sohn von Gottfried Wilhelm Locher, Pfarrer der niederländisch-reformierten Gemeinde Elberfeld, und seiner Frau Berta geb. Oberman, und somit jüngerer Bruder des rheinischen Pfarrers und Kirchenrates Benjamin G. Locher (1909–1987) und Cousin des niederländischen Kirchenhistorikers Heiko Augustinus Oberman. 
Nach dem Abitur am Elberfelder Gymnasium studierte Locher evangelische Theologie in Königsberg (Preußen) (1930–1932), Zürich (1932/33 und 1935/36, unter anderem Emil Brunner und Fritz Blanke) und Bonn (1933–1935, unter anderem bei Karl Barth). Anschliessend absolvierte er das Vikariat im Neumünsterspital in Zürich und war nach der Ordination zunächst Pfarrer in Binningen (1936–1941). Danach wirkte er als Pfarrer in Feuerthalen (1941–1954) und in Riehen. Im Jahre 1948 promovierte er zum Dr. theol. und war ab 1954 Privatdozent an der Universität Zürich. Im Jahre 1958 folgte der Ruf an die Universität Bern als ordentlicher Professor für systematische Theologie und Dogmengeschichte. An der Universität Bern war er von 1968 bis 1969 Rektor. Lochers Forschungsschwerpunkt lag bei den Reformatoren, besonders bei Huldrych Zwingli, über den er promoviert hatte. So veröffentlichte er «Die Theologie Huldrych Zwinglis im Lichte seiner Christologie» in drei Teilen: «Die Gotteslehre», «Christologie und Abendmahl» und «Das christliche Leben». 
1977 trat Locher in den Ruhestand. Die Universitäten Basel und Debrecen zeichneten ihn mit der Ehrendoktorwürde aus.
Locher war seit 1936 mit Irene Schöffner verheiratet; gemeinsam hatten sie vier Kindern.